# Chingola
Chingola è un ward dello Zambia, parte della Provincia di Copperbelt e capoluogo del distretto omonimo.
Costituisce parte dell'omonima area urbanizzata che comprende dal punto di vista amministrativo anche gli altri 16 comuni che formano la circoscrizione elettorale (constituency) di Chingola e che conta complessivamente 127 362 abitanti.

## Storia
La città è stata fondata nel 1943 quando venne aperta la vicina miniera di rame di Nchanga Open Pit Mine, una delle miniere a cielo aperto più grandi del mondo.